# 도다군

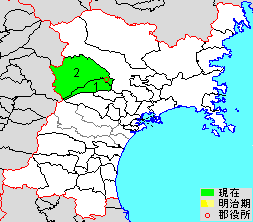
미야기현 도다군의 위치(1.와쿠야정 2.미사토정)

도다군(일본어: 遠田郡)은 일본 미야기현(무쓰국·리쿠젠국)의 군이다.
인구 36,509명, 면적 157.11km², 인구밀도 232명/km².(2025년 3월 1일, 추계인구)
이하 2정으로 구성된다
- 와쿠야정(涌谷町)
- 미사토정(美里町)

## 군역
1878년 행정 구역으로 발족 당시의 군역은, 위의 2정에 오사키시의 일부를 더하고, 미사토정의 일부(마치아오)를 제외한 구역에 해당한다.

## 역사
- 1878년 10월 21일 - 군구정촌 편제법이 미야기현에서 시행되면서, 행정 구역으로서의 도다군이 발족.

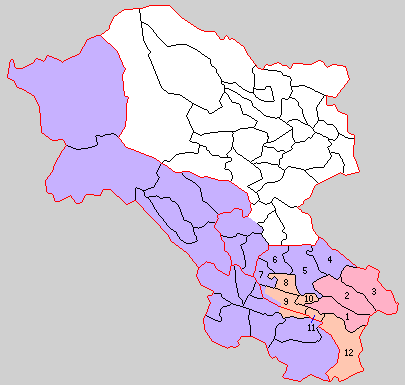
1.와쿠야정 2.모토와쿠야촌 3.노노다케촌 4.오누키촌 5.누마베촌 6.다지리촌 7.도미나가촌 8.나카조네촌 9.기타우라촌 10.고고타촌 11.후도도촌 12.난고촌 (보라:오사키시 빨강:와쿠야정 등색:미사토정)

- 1889년 4월 1일 - 정촌제 시행으로, 아래의 정촌이 발족.(1정 11촌)
  - 와쿠야정(涌谷町)(현존)
  - 모토와쿠야촌(元涌谷村): 현 와쿠야정
  - 노노다케촌(箆岳村): 현 와쿠야정
  - 오누키촌(大貫村): 현 오사키시
  - 누마베촌(沼部村): 현 오사키시
  - 다지리촌(田尻村): 현 오사키시
  - 도미나가촌(富永村): 현 오사키시
  - 나카조네촌(中埣村): 현 미사토정
  - 기타우라촌(北浦村): 현 오사키시, 미사토정
  - 고고타촌(小牛田村): 현 미사토정
  - 후도도촌(不動堂村): 현 미사토정
  - 난고촌(南郷村): 현 미사토정
- 1902년 12월 26일 - 다지리촌이 정제 시행으로 다지리정(田尻町)이 됨.(2정 10촌)
- 1907년 4월 1일 - 고고타촌이 정제 시행으로 고고타정(小牛田町)이 됨.(3정 9촌)
- 1930년 4월 1일 - 도미나가촌의 일부가 시다군 아라오촌에 편입.
- 1948년 12월 1일 - 와쿠야정·모토와쿠야촌이 합병하여, 새로이 와쿠야정이 발족.(3정 8촌)
- 1950년
  - 4월 1일 - 후도도촌이 정제 시행으로 후도도정(不動堂町)이 됨.(4정 7촌)
  - 12월 16일 - 도미나가촌이 후루카와시에 편입.(4정 6촌)
- 1954년
  - 3월 3일 - 다지리정·누마베촌·오누키촌이 합병하여, 새로이 다지리정이 발족.(4정 4촌)
  - 4월 1일 - 고고타정·후도도정·나카조네촌·기타우라촌이 합병하여, 새로이 고고타정이 발족.(3정 2촌)
  - 7월 1일 - 난고촌이 정제 시행으로 난고정(南郷町)이 됨.(4정 1촌)
  - 8월 1일 - 고고타정이 시다군 시키타마촌의 일부를 편입(시키타마촌의 잔여부는 후루카와시에 편입).
- 1955년 7월 15일 - 와쿠야정·노노다케촌이 합병하여, 새로이 와쿠야정이 발족.(4정)
- 1956년 1월 1일 - 고고타정의 일부가 후루카와시에 편입.
- 2006년
  - 1월 1일 - 고고타정·난고정이 합병하여, 미사토정(美里町)이 발족.(3정)
  - 3월 31일 - 다지리정이 후루카와시·시다군 산본기정·마쓰야마정·가시마다이정·다마쓰쿠리군 이와데야마정·나루코정과 합병하여 오사키시(大崎市)가 발족, 군에서 이탈.(2정)